# Ropica ghesquierei
Ropica ghesquierei là một loài bọ cánh cứng trong họ Cerambycidae.